# 奥田研爾
奥田研爾（おくだ けんじ、1945年8月2日 - ）は、日本の医師、医学研究者。学位は医学博士（横浜市立大学・1976年）。
横浜市立大学名誉教授・奥田内科院長。
黒屋賞受賞者。「感染症の遺伝子制御」によって1983年の黒屋奨学賞を受賞した。

## 経歴

### 生い立ち〜学生時代
富山県下新川郡入善町に生まれる。魚津高校を卒業後、大学は横浜市立大学医学部に進学。大学時代は米国への留学を目指し英会話などの語学習得にも努めた。
大学時代、皮膚科学を専門とする野口義國教授に出会い、哲学を踏まえた免疫学の講義に深く影響を受ける。ただし、後には著書で、医学においては哲学よりも事実解明や真実の追求が重要だと述べている。
野口義國教授からの深い影響で免疫遺伝学の道に進み、「誘導ミサイル療法」というテーマで学位を取得した。
その後、横浜市立大学病院にて1年間内科・皮膚科の研修を行ったのち、横浜市立大学大学院医学研究科に進学。大学院では免疫学と感染症の研究をした。

### 初渡米と研究
大学病院での研修1年目に、一流医学雑誌「The New England Journal of Medicine」に研究論文が掲載される。その後、13編の英文論文を発表したのち博士号を取得した。
大学院修了後の6月、ワシントン大学遺伝学研究室でResearch Associateとして免疫遺伝学の研究を開始した。ワシントン大学時代には主要組織適合抗原の免疫制御の重要性に関する研究を4編発表している。
1977年、ワシントン大学のチェラ・デイビッド准教授の誘いにより、メイヨー・クリニック医科大学にてAssistant Professorとして免疫遺伝学の研究や大学院生への研究指導を開始した。研究内容は、種々の免疫を引き起こす蛋白の抗原決定基に関するものだった。メイヨー・クリニック医科大学での研究論文は、6編の雑誌に掲載された。

### 帰国後母校の教授へ
1978年帰国後、横浜市立大学で微生物学の助教授となる。
その後、アメリカ、スイス、日本を行き来し、1983年に日本を拠点の中心とした。
また、生徒に対しては繰り返し英語で試験を行うなど、世界で活躍できる人材の育成に尽力した。
免疫遺伝学の研究を続け、研究室では種々のコンジェニックマウスを飼育し、国内の先端研究室に提供していったという。

### ハーバード大学での研究
横浜市立大学で教鞭をとっていた1980年、ハーバード大学のバルフ・べナセラフ教授から招致を受け、Assistant Professorとしてハーバード大学で1年半免疫遺伝学の研究を行った。べナセラフ教授の要請で、日本から横浜市立大学で寄生虫学や免疫学の研究をしていた南陸彦氏と古沢修一氏も追加で渡米し、3人で研究に没頭。3人の研究成果は医学雑誌「Nature」をはじめ、「Journal of Experimental Medicine」など一流雑誌に6編掲載された。

### エイズワクチン研究開発
世界で初めてHIVによる発症が報告され、感染拡大を機に、日本初のエイズワクチンの研究開発に尽くした。1995年の研究では、人工的に合成されたペプチドがTリンパ球を活性化できるという内容のものだった。考案されたエイズペプチドワクチンは、HIV表面の抗原性を持つ部位にある20種類のアミノ酸を結合して作られた合成ペプチドを用いたものだった。ワクチン研究開発の成果は国際学会やNature Medicineなどを中心に発表された。
当時、タイでのHIV感染率が社会問題と化していた背景から、タイ政府からタイでのエイズワクチン開発の打診もあった。そこで、国内での研究から方向性を変え、タイのチュラロンコン大学のファヌパク教授との共同研究を開始し、HIVのペプチドなどのサブタイプに関する多角的な検討にも着手していた。しかし、国内の一部の研究者がマスメディアを通じて批判を行ったことが研究を進めるうえで大きな弊害となった。Nature Medicineが発表した記事には日本メディア等が日本の若手研究者の研究を妨害しているとの記載もある。
本人はワクチンの研究開発が妨害された件について、日本特有の医療システムに問題があると著書で指摘している。著書では、化学及び血清療法研究所などの5つのワクチン研究所がワクチンを生産して他のグループを排除する傾向があると記載されている。なお、当時奥田は個人資金1億５千万程を使ってチンパンジーの感染実験を米国ホワイトサンド研究所にて行った。

### 海外でのエイズワクチン研究開発
国内でのワクチンの臨床開発を断念した後、中華人民共和国で約20年間に渡りエイズワクチンなどの共同臨床開発を行った。共同臨床開発においては、サルを使用した実験でエイズワクチンの有効性も認められた。その間、習近平現中国共産党総書記（最高指導者）が浙江省の党委員会書記だった当時、田中誉志夫氏（貿易商社会長）が同席する中でワクチンの共同研究の要請を受けるといった出来事もあった。
インドではカディラ製薬会社のモディ社長らとともにエイズワクチンの共同研究を3年ほど行い、DNAワクチン作製法を教えた。当時の研究は、現在ではカディラグループによるコロナワクチンの生産に活かされている。
なお、科学技術振興事業団の出願のもと、組換えワクシニアウイルスを用いたHIVワクチンの特許を取得している。

### コロナウイルスとの関係性
教え子である石井健（東京大学教授）や武下文彦（第一三共研究所）、佐々木津博士（MSD製薬）等はコロナワクチン開発の最前線で活躍している。
2013年から現在に至るまで横浜市磯子区医師会理事を務め、磯子区休日急患診療所に隣接するPCRセンター等立ち上げの指導を行った。

## 家庭
教育者の両親のもとに生まれ、6人兄弟の家庭で育つ。
次男は中学生の頃に結核を患い1年間の自宅療養を行っている。また、五男は小児麻痺を患い足が若干不自由になった経験がある。
本人曰く、子どもの病を経験したことから、母親は兄弟らに臨床医の道を強く勧めたという。実際に、6人兄弟のうち半数は医師か歯科医師、残りは大学講師や建築士の道に進んだ。
横浜市立大学附属病院で、皮膚科研修に参加していた女性（恭子）と結婚した。

## 略歴
1971年（昭和46年） 
横浜市立大学医学部卒業
横浜市立大学病院にて研修
1972年（昭和47年）
横浜市立大学大学院医学研究科に進学
1976年（昭和51年） 
横浜市立大学大学院医学研究科修了（医学博士）
米国ワシントン大学遺伝学教室兼任Research Associateとして勤務
1977年（昭和52年）
9月・米国メイヨー・クリニック医科大学Assistant Professor及び米国ミネソタ州立大学兼任Assistant Professor
1980年（昭和55年）
米国ハーバード大学医学部Assistant Professor として勤務（B. Benacerraf教授；ノーベル賞受賞者）
1982年（昭和57年）
スイスバーゼル免疫研究所客員研究員として勤務(坂野仁東大名誉教授、利根川進教授；ノーベル賞受賞者)
1983年（昭和58年）
横浜市立大学医学部微生物学教授
1993年（平成5年）
米国デューク大学客員教授
1999年（平成11年）
横浜市立大学教養部長兼任
2000年（平成12年）
中国医科大学客員教授
2001年（平成13年）
横浜市立大学医学部長兼任
2003年（平成15年）
横浜市立大学副学長兼任
2008年（平成20年）
福祉村病院医師（老年内科）・兼長寿医学研究所所長
2010年（平成22年）
横浜市立大学名誉教授
2012年（平成24年）
奥田内科院長

## 学術賞
1983年
- 4月　日本細菌学会黒屋賞（感染症の遺伝子制御）

## 主要論文
1. Okuda K, Tadokoro I, Sekido M. The NBT test in Behcet's syndrome. N Engl J Med, 290:915-6, 1974.
2. Okuda K, David C.S, Shreffler D.C. The role of gene products of the I-J subregion in mixed lymphocyte reactions. J Exp Med, 146:1561-73, 1977.
3. Okuda K, David C.S. A new lymphocyte-activating determinant locus expressed on T cells, and mapping in I-C subregion. J Exp Med, 147:1028-37, 1978.
4. Okuda K, Minami M, Sherr D.H, Dorf M.E. Hapten-specific T cell responses to 4-hydroxy-3-nitrophenyl acetyl. XI. Pseudogenetic restrictions of hybridoma suppressor factors. J Exp Med, 154:468-79, 1981.
5. Okuda K, Minami M, Ju S.T, Dorf M.E. Functional association of idiotypic and I-J determinants on the antigen receptor of suppressor T cells. Proc Natl Acad Sci U S A, 78:4557-61, 1981.
6. Okuda K, Minami M, Furusawa M, Dorf M.E. Analysis of T cell hybridomas. II. Comparisons among three distinct types of monoclonal suppressor factors. J Exp Med, 154:1838-51, 1981.
7. Minami M, Okuda K, Sunday M.E, Dorf M.E. H-2K-, H-21- and H-2D-restricted hybridoma contact sensitivity effector cells. Nature, 297:231-3, 1982.
8. Inami S, Taniguchi N, Ishibashi K, Nagao T, Aoki I, Ishii N, Okuda K. Serum antibody directed against synthetic peptides derived from HIV-1 protein sequence obtained from 26 Japanese HIV-1-infected individuals. AIDS, 5:1140-1, 1991.
9. Bukawa H, Sekigawa K, Hamajima K, Fukushima J, Yamada Y, Kiyono H, Okuda K. Neutralization of HIV-1 by secretory IgA induced by oral immunization with a new macromolecular multicomponent peptide vaccine candidate. Nat Med, 1:681-5, 1995.
10. Okuda K, Bukawa H, Hamajima K, Kawamoto S, Sekigawa K, Yamada Y, Tanaka S, Ishi N, Aoki I, Nakamura M. Induction of potent humoral and cell-mediated immune responses following direct injection of DNA encoding the HIV type 1 env and rev gene products. AIDS Res Hum Retroviruses, 11:933-43, 1995.
11. Xin K.-Q, Ma X.H, Crandall K.A, Bukawa H, Ishigatsubo Y, Kawamoto S, Okuda K. Dual infection with HIV-1 Thai subtype B and E. Lancet, 346:1372-3, 1995.
12. Asakura Y, Mohri H, Okuda K. Perinatal transmission of HIV-1. JAMA, 276:1300, 1996.
13. Xin K.-Q, Hoshino Y, Toda Y, Igimi S, Kojima Y, Jounai N, Ohba K, Kushiro A, Kiwaki M, Hamajima K, Klinman D, Okuda K. Immunogenicity and protective efficacy of orally administered recombinant Lactococcus lactis expressing surface-bound HIV Env. Blood, 102:223-8, 2003.
14. Xin K.-Q, Jounai N, Someya K, Honma K, Mizuguchi H, Hayakawa T, Hamajima K, Saha S, Takeshita F, Okuda K, Honda M, Klinman D.M, Okuda K. Prime-boost vaccination with plasmid DNA and a chimeric adenovirus type 5 vector with type 35 fiber induces persistent protective immunity against HIV. Gen Ther, 12:1769-77, 2005.
15. Takeshita F, Kobiyama K, Miyawaki A, Jounai N, Okuda K. The non-canonical role of Atg family members as suppressors of innate antiviral immune signaling. Autophagy, 4:1-4, 2008.
16. Shimada M, Wang H-B, Ino A, Xu X-P, Yoshida A, Ura T, Mizuguchi H, Klinman D, Luo J-L, Bai H, Okuda K. Effect of therapeutic immunization using Ad5/35 and MVA vectors on SIV-infection of rhesus monkeys undergoing anti-retroviral therapy. Gene Ther, 16:218-28, 2009.
17. Kobiyama K, Takeshita F, Ishii KJ, Koyama S, Aoshi T, Akira S, Sakaue-Sawano A, Miyawaki A, Yamanaka Y, Hirano H, Suzuki K, Okuda K. A signaling polypeptide derived from an innate immune adaptor molecule can be harnessed as a new class of vaccine adjuvant.　J Immunol, 182:1593-601, 2009.

## 書籍
- 「免疫エンジニアリング」　奥田研爾　一部執筆　医学書院　1983年.
- 「微生物学辞典」　奥田研爾　一部執筆　技報堂出版　1989年.
- 「免疫学辞典」奥田研爾、他3名編集　東京化学同人1994年初版.
- 「微生物学　モダンナースシリーズ8」　奥田研爾　他3名編集 培風館 1995年初版.
- 「新型ワクチン」奥田研爾　三省堂　2017年.
- 「この『感染症』が人類を滅ぼす」奥田研爾　幻冬舎　2019年.
- 「性感染症から子どもを守るために大切なこと」奥田研爾　現代書林　2020年.
- 「新型コロナウイルス終息へのシナリオ」奥田研爾　主婦の友社　2020年.
- 「コロナワクチンを打つ前に知ってほしい大切なこと」奥田研爾　現代書林　2021年.
- 「コロナワクチン114の疑問にすべて答えます」奥田研爾　講談社　2021年.
- 「新パンデミックは必ず人類を襲う」奥田研爾　講談社　2022年7月.